# Bartolomé Leonardo de Argensola
Bartolomé Leonardo de Argensola (Barbastro, 1562. augusztus – Zaragoza, 1631. február 4.) spanyol költő, történetíró; valamint
testvére, Lupercio Leonardo de Argensola (Barbastro, 1559. december 14.  – Nápoly, 1613. március 2.) spanyol költő, drámaíró.

## Életútjuk
Spanyolország két kiváló lirikusa. Az idősebb, Lupercio hosszabb ideig II. Miksa császár Spanyolországban élő özvegyének, Mária császárnénak titkára volt, majd III. Fülöp által Aragónia hivatalos történetírójának neveztetett ki. Igazi tere a lantos költészet volt.
Öccse, Bartolomé prózaíró is, humanista, aki kortársaitól megkapta a „spanyol Horatius” becenevet. A huescai, a zaragozai és a salamancai egyetemen folytatta tanulmányait. Első versei 1578-ban jelentek meg, a következő évben szerzetes lett. 1610-ig többnyire Salamancában élt, majd testvérével együtt Lemos grófot elkisérte Nápolyba és bátyja halála után elfoglalta annak helyét mint Aragónia historiográfusa.
Lupercio már 1585-ben híres lett három drámája révén (La Isabella, La Alejandra, La Filis). Habsburg Mária, aki férje halála után Madridba költözött, felfigyelt sikerére. Luperciót a titkárának, Bartolomét pedig káplánná fogadta. Később Luperciót kamarásnak, majd III. Fülöp spanyol király az Aragóniai Királyság historiográfusává (Cronistas mayores del Reino de Aragón) nevezte ki, aminek következtében Zaragozába költözött. Követte őt testvére is, aki Habsburg Mária halála (1603) után elkísérte III. Fülöpöt Valladolidba, majd 1609-ben Madridba és ott kiadta Conquista de las islas Molucas (A Maluku-szigetek meghódításának története, 1609) című prózai munkáját, melyet az India Tanács elnöke, Lemos gróf megbízásából írt. Az időközben alkirállyá kinevezett Lemos gróffal mindketten – már mint híres költők – Nápolyba mentek, ahol Lupercio katonai miniszter lett, de hamarosan meghalt (1613-ban). 
Testvére az alkirállyal 1616-ban visszatért Spanyolországba, 1618-ban publikálta a Alteraciones populares de Zaragoza, año 1591 (A zaragozai népi felkelések története 1591-ben) első részét. Miután megkapta Lupercio – soha nem gyakorolt – historiográfusi címét, végleg letelepedett Zaragozában. Ott főként a még Jerónimo Zurita történetíró, historiográfus által elkezdett Anales de Aragon (Aragóniai évkönyv) folytatásának szentelte életét. Ennek csak első része készült el, mely az 1516–1520 közötti évek eseményeinek részletes leírását tartalmazza: Primera parte de los anales de Aragon, que prosigue los del secretario Geronimo Zurita desde el ano 1516 (Zaragoza, 1630). A két testvér halála után Lupercio fia adta ki verseik gyűjteményét: Rimas (Zaragoza, 1634).
A testvérek az ókori római költők, különösen Horatius költeményeinek olvasásán nevelkedtek. Verseik, melyeket inkább a gondos kivitelezés, mintsem a tartalom eredetisége és a fantázia gazdagsága jellemez, fő vonalakban a római klasszikusok műveire emlékeztetnek. 
Bartolomét az anti-kulteriánus mozgalom vezetőjének tartották. Az Argensola testvérek a „jó ízlés” (buen gusto) nevében bírálták Góngora barokkos stílusát. A „jó ízlésről” Horatius-fordításaikkal mutattak példát. Kritikájuk mellett azonban Góngora jelentőségét is felismerték, ők voltak az elsők, akik a nagy költőben a „sötétség angyala” mellett meglátták a „fény angyalát” is. 
Bartolomét azonkívül a spanyol írók klasszikus köréhez is számít(ják), történelmi művei révén. Írói nyelvének pontosságát és tökéletes kidolgozottságát Spanyolországban többen utólérhetetlen teljesítménynek tartották.